# Олимпийский комитет Израиля
Олимпийский комитет Израиля (ивр. הוועד האולימפי בישראל‎) — организация, представляющая Израиль в международном олимпийском движении.

## История
Олимпийский комитет основан в 1933 году в подмандатной Палестине как «Олимпийский комитет Эрец-Исраэль» и зарегистрирован в МОК в 1934 году, а в 1952 году — как Олимпийский комитет Израиля.
В последующие годы команды «Эрец Исраэль» приняли участие в азиатских играх в Нью-Дели и в женских играх в Лондоне. В 1936 году команда «Эрец Исраэль» была приглашена участвовать в Берлинской олимпиаде, но отказалась от участия в ней из-за событий в нацистской Германии.
В 1972 году, во время проведения Мюнхенской олимпиады, в результате теракта, совершённого радикальной палестинской организацией «Чёрный сентябрь», были убиты 11 членов команды Израиля.

## Современность
Штаб-квартира комитета расположена в Тель-Авиве. Он является членом МОК, ЕОК и других международных спортивных организаций и осуществляет деятельность по развитию спорта в Израиле.

## Председатели
- 1951—1956 — Нахум Хет
- 1956—1966 — Шалом Зисман
- 1966—1976 — Йосеф Инбар[ивр.]
- 1966—1976 — Хаим Вайн (и. о.)
- 1977—1991 — Ицхак Офек[ивр.]
- 1991—1997 — Йорам Оберкович[ивр.]
- 1997—2013 — Цви Варшавяк[ивр.]
- 2013—2021 — Игаль Карми[ивр.]
- С 2021 — Яэль Арад